# Preosetljivost
Hipersenzitivnost ili preosetljivost (reakcije preosetljivosti) su neželjene reakcije koje proizvodi normalni imunski sistem, među kojima su alergije i autoimunost. One mogu da budu štetne, nelagodne, a u nekim slučajevima i fatalne. Za pojavu hipersenzitivnih reakcija je neophodna prethodna imuna senzitacija tela. Klasifikaciju sa četiri grupe su predložili Filip Džordž Hotem Džil i Robin Kombs 1963.

## Klasifikacija
| Tip | Alternativna imena                                                                       | Česti poremećaji | Posrednici               |
| --- | ---------------------------------------------------------------------------------------- | --- | ------------------------ |
| I   | Alergija (neposredna)                                                                    | - Atopija - Anafilaksa - Astma | - i                      |
| II  | Citotoksična, zavisna od antitela                                                        | - Autoimunska hemolitička anemija - Trombocitopenija - Fetalna eritroblastoza - Gudpasturov sindrom - Gravesova bolest - Miastenija Gravis | - IgM ili - (Komplement) |
| III | Bolest imunskog kompleksa                                                                | - Serumska bolest - Artusova reakcija - Reumatoidni artritis - Sistemski eritemski lupus () - Hipersenzitivni pneumonitis                  | - (Komplement)           |
| IV  | Hipersenzitivnost odloženog tipa(DTH), ćelijski posredovana imunost, zavisna od antitela | - Kontaktni dermatitis - Kožni test za tuberkulozu - Hronično odbacivanje transplanta - Multipla skleroza                                  | - T-ćelije               |
| V   | Autoimunsko oboljenje, posredovano receptorima                                           | - Gravesova bolest - Miastenija Gravis | - ili - (Komplement)     |